# Sân vận động Pocitos
Sân vận động Pocitos là một sân vận động đa dụng ở Montevideo, Uruguay. Sân vận động này chủ yếu được sử dụng cho các trận đấu bóng đá của câu lạc bộ chủ sở hữu Peñarol từ năm 1921 đến năm 1933. Sân vận động đã bị phá bỏ sau đó vào những năm 1930 vì Peñarol bắt đầu thi đấu ở Sân vận động Centenario với tư cách là sân nhà của nó, và thêm vào đó là do quá trình đô thị hóa ngày càng tăng. Bàn thắng đầu tiên của Giải vô địch bóng đá thế giới được ghi trong sân vận động này bởi cầu thủ người Pháp Laurent. Trận đấu diễn ra giữa Pháp và Mexico và là một trong hai trận mở màn World Cup, trận đấu còn lại được tổ chức cùng lúc tại Công viên Trung tâm.
Sân vận động này là một trong những sân vận động bóng đá đầu tiên bao gồm các khán đài hình elip, được lấy từ mô hình của nhà hát Hy Lạp cổ đại. Người ta đã nói rằng Sân vận động Centenario đã được lên kế hoạch trở thành một "phiên bản khổng lồ" của sân vận động này. Sân vận động này được bao gồm trong một cuốn sách của Đức trong số 40 sân vận động có ảnh hưởng nhất trong lịch sử ở World Cup 1930 có sức chứa 1000 chỗ ngồi.